# Phantommetall
Phantommetall wird in der Zahnheilkunde (Teilgebiet: Zahnersatz) aus Kostengründen zu Übungszwecken anstelle von Goldlegierungen zur Herstellung von Zahnkronen und  Brücken verwendet. Die Legierung besteht aus:
- Kupfer 87,5 Massen-%
- Zink 1 Massen-%
- Zinn 9 Massen-%
- Cobalt 2,5 Massen-%

Es stehen auch verschiedene Lote zur Verfügung.
Der Schmelzbereich liegt bei 770 bis 880 °C. Die Verwendung von gipsgebundenen Einbettmassen ist also möglich.
Phantommetall ist nicht biokompatibel, wird also nicht bei Patienten eingesetzt. Die anfänglich goldähnliche Färbung oxidiert bald bläulich-violett. Die beim Verarbeiten freiwerdenden Dämpfe sollten möglichst nicht eingeatmet werden.